# プロテスタント
プロテスタント（英: Protestant）は、宗教改革運動を始めとして、カトリック教会（または西方教会）から分離し、特に広義の福音主義を理念とするキリスト教諸教派を指す。日本ではカトリック教会（旧教）に対し、「新教」（しんきょう）ともいう。この諸教派はナザレのイエスをキリスト（救い主）として信じる宗教である。イエス・キリストが、神の国の福音を説き、罪ある人間を救済するために自ら十字架にかけられ、復活したものと信じる。「父なる神」と「その子キリスト」と「聖霊」を唯一の神（三位一体・至聖三者）として信仰する。
ローマ・カトリック教会や正教会のような全世界的な単一組織は存在せず、聖書解釈の多様さを尊重することから数多の教派が存在し、ニカイア信条のギリシャ語原文から逸脱しない諸教派が一般的に「プロテスタント諸派」と呼ばれる。主な教派として、ルーテル教会、改革派教会、聖公会、バプテスト教会、メソジスト教会、セブンスデー・アドベンチスト教会、ホーリネス教会、ペンテコステ教会などがある。
プロテスタントという総称は、その担い手達がカトリック教会に抗議（羅: prōtestārī、プローテスターリー）したことに由来する。

## 歴史
1517年以降、マルティン・ルターらによりカトリック教会の改革を求める宗教改革運動が起こされた。
1524年、ドイツ農民の不満を背景に、急進派トマス・ミュンツァー率いる武装農民が蜂起し、これに対してルター派の諸侯らが激しく衝突、多くの犠牲が生じたいわゆるドイツ農民戦争が勃発した。1529年にルター派の諸侯や都市が神聖ローマ帝国皇帝カール5世に対して宗教改革を求める「抗議書（Protestatio、プロテスタティオ）」を送った。そのためこの派は「抗議者（プロテスタント）」と呼ばれるようになった。
ルターらは洗礼と聖餐以外の教会の諸秘跡を排し、聖書に立ち返る福音主義を唱え始め、また西方教会では、それまでほとんどラテン語でのみ行われていた典礼や聖書をドイツ語化するなど、著しい改革を行った。このため次第にルター派は北ドイツからドイツ全体へ広まり、その信者は増加していった。ルターは信仰義認という教理を提唱した者としてよく知られている。ルター派の特に信仰義認は、カトリック教会のトリエント公会議などにより排斥された。その結果として別個の教派を築くこととなった。
宗教抗争は政治権力抗争とも絡み、ドイツ地域の内乱状態は30年間続いた。内乱終結のアウクスブルクの和議（1555年）により、プロテスタントもカトリック教会と同様に信教の自由の地位を保証されることとなる。ルター派は北方に広まり、デンマーク・スウェーデン・ノルウェーで国教となった。
当時の欧州大陸はスペイン領であったネーデルラント17州のアントワープが経済・貿易の中心地となっていたが、1566年にはフランドル（ 現在のベネルクス3国及びフランス北部）でもプロテスタントの宗教改革が始まり、ネーデルラントのスペイン・ハプスブルク家からの独立を求める八十年戦争及びこれに伴う三十年戦争が戦われた。
スイスの宗教改革運動は、ドイツ改革とほぼ同時期に起こっていた。カトリック司祭のフルドリッヒ・ツヴィングリは「聖書のみ」、「信仰のみ」という教理を展開し、彼の弟子たちから幼児洗礼を否定し再洗礼を認めるアナバプテスト派が生じ、後に改革派教会からも排斥されることになる（ウェストミンスター教会会議）。また、ツヴィングリは、聖餐論においてルター派と対立することになる。
内乱状態の後を受けて、ジャン・カルヴァンが登場し、彼はツヴィングリを受け継いでスイスにおける宗教改革の指導者となる。カルヴァンは新しい教会の組織制度として長老制を提唱した。大陸におけるカルヴァン派の教会が改革派教会と呼ばれ、ジョン・ノックスのスコットランドを経由した英国系のカルヴァン派の教会が長老派教会（その後アメリカへと進出）と呼ばれる。カルヴァンは二重予定説を提唱し、カルヴァン派で受け継がれ、カルヴァン主義とも呼ばれる。予定説も、ルター派と同じくトリエント公会議で排斥の対象となる。カルヴァン派は、混乱から社会を救うため、宗教と政治、教会と国家を明確に機能区分することを提唱する。また一般市民の信仰生活に対して、世俗職業を天職（神の召命）とみなして励むこと、生活は質素で禁欲的であること等を説き、これが勃興期の資本主義の精神と適合したといわれる。カルヴァン主義は、西方のフランス・オランダ・イギリス・アメリカへ広がった。後に、オランダ改革派から、このカルヴァン主義からの思想が非聖書的であると唱え、カルヴァン主義の予定説に反対し、ヤーコブス・アルミニウスとその後継者によってレモンストラント派（アルミニウス派）が現れる。1610年、改革派はドルト会議にて、アルミニウス派を異端として排斥する。このアルミニウス派の思想は、後にメノナイト派、ジェネラル・バプテスト派（普遍救済主義のバプテスト）、メソジストのウェスレー派などに継承されることになる。なお現在、各教団の神学の基本思想としてカルヴァンかアルミニウスかの2極に分かれる傾向がある。
16世紀前半、北ヨーロッパでの宗教改革とほぼ同時期にイングランド王国でも宗教改革が始まり、カトリックから分離・独立したイングランド国教会が成立した。ただ、この改革は国王ヘンリー8世の離婚問題に端を発する政治的なものであり、教会組織がローマ教皇を否定し、国王を首長と認めさせることに目的があった（国王至上法）。このため、ルターやカルヴァンの系譜とは異なるが、カトリックの権威を否定した宗教改革としてイングランド国教会もプロテスタントと呼ばれる。この宗教改革はその後、エリザベス1世に引き継がれ、プロテスタント教会として確立される。しかし、動機が政治的なものゆえに、国教会の教義や儀礼はほぼカトリックを踏襲したものになっており、特にカルヴァン派が否定した監督制も残っていた。一方、隣国スコットランド王国では元イングランド国教会の牧師で、大陸で改革派教会から学びを受けたジョン・ノックスによって宗教改革が主導され、カルヴァン主義に基づく長老制を敷いたスコットランド国教会が確立された。
16世紀後半のエリザベス女王時代に、大陸の改革派教会と同じ水準の改革を求めて、イングランドに現れたのがピューリタン（清教徒）と総称される様々な改革派である。ピューリタンでまず力を持ったのが、大陸の改革派教会やスコットランド国教会を模範としてイングランド国教会を内部から改革しようとしたカルヴァン主義の長老派である。それとは別に国教会と袂を分かち、独自の教会組織を作ろうとしたロバート・ブラウンに始まる分離派（ブラウン派）も現れる。分離派はピューリタンの中では少数派であったがアメリカ大陸に移民し、ニューイングランドの形成に影響力を持つ（ピルグリム・ファーザーズ）。チャールズ1世の時代に急進したのが会衆制を望んだ独立派（会衆派）であり、彼らは分離派の流れを汲みつつも、イングランド内戦（清教徒革命）を経て、国政の実権を握り、国教会改革を試みた。これ以外にも教義の違いなどから、イングランドのプロテスタントは多様に分派し、現在にも残るものとしては、国教会系としては各聖公会やメソジスト派、分離派ではバプテスト派、また、ピューリタン以外にもクエーカー派などが誕生する。
17世紀は大航海時代の終盤であったが、オランダの商人は1609年に北アメリカを発見して植民地を造営しはじめ、同年に江戸とも交易を始めた。江戸においては政治的事情により布教は行われずに蘭学が広められることとなったが、英蘭戦争も生じる中でイギリスやオランダはアジア圏のゴアやマカオ、香港やバタヴィアや香料諸島において、それまで支配的だったスペインやポルトガルなどカトリックの勢力を排するに至った。
18世紀、英国のオックスフォード大学内でジョン・ウェスレー、ジョージ・ホウィットフィールドが指導するグループから始まった運動が、英国全土にメソジストという名で広がるようになった。そして、この運動はアメリカに渡り第一次大覚醒に至ったが、独立戦争が始まる際に一部英国に帰国することとなった。1784年アメリカに残ったメソジスト宣教師らを監督教会として認める25箇条のメソジスト憲章が定められる。1845年、米国のパティキュラー・バプテスト派は、奴隷問題と国外伝道政策に関する見解の相違で北部バプテスト同盟（現在の米国バプテスト同盟）と南部バプテスト連盟とに分裂する。この頃、米国メソジスト教会にも同様の分裂が起こるが、やがて分裂は終結する。19世紀後期のアメリカのメソジスト系統からホーリネス派が起こり、これを基盤にペンテコステ派が起こる。さらにペンテコステ派によるペンテコステ運動は他教派におよび、聖霊派として知られている。また、カリスマ派はペンテコステ派から起こるが、WCCに加盟したことにより、エキュメニズムに反対するペンテコステ派から排斥される。
同じく18世紀、アメリカで再臨待望運動が起こり、この運動に参加する信徒は再臨派（アドベンティスト派）と呼ばれた。
19世紀に入り再臨運動がさらに活発化すると幾つもの再臨派系教派がここから分裂、組織化した。その中でもエレン・ホワイトらが活発に活動し、日曜ではなく、イエスが当時守っていた日が土曜日であった事実と、旧約律法通りでもある土曜を礼拝日とするSDA（セブンスデー・アドベンチスト教会）が出現した。この教会は、プロテスタントに分類されるとする見解とキリスト教系の新宗教に分類される見解との両方が存在する。
フリードリヒ・シュライエルマッハーから始まる近代神学、自由主義神学、聖書高等批評学のプロテスタント教会への浸透に対抗して、英国の福音主義同盟は1846年、9カ条からなる福音主義信仰の基準を告白した。また20世紀初頭に英米においてキリスト教根本主義運動が起こった。20世紀半ばの1948年に自由主義プロテスタントとローマ・カトリックを中心としたエキュメニカル運動の組織世界教会協議会が成立したが、それに対して福音主義同盟を創立会員として1951年に世界福音同盟が結成された。第二次大戦後に台頭した福音派はエキュメニカル運動に対し、1974年、ローザンヌ世界伝道会議を開催し、ローザンヌ誓約が発表された。また福音派は新福音主義とも呼ばれ、福音伝道と宗教改革の福音主義を強調する。福音派は個人の伝道活動の実践、ビリー・グラハムの大規模な伝道活動などにより教勢を拡大し、学的にもウェストミンスター神学校、フラー神学大学、ホィートン・カレッジ、クリスチャニティ・トゥディなどにより大きな影響力を与えるようになった。

## 組織

### 諸教派一覧
- ルター派教会（ルーテル教会[注釈 3]）
  - ルター派世界連盟
  - ドイツ合同福音ルター派教会
  - フィンランド福音ルター派教会
  - アメリカ福音ルター派教会
  - ルター派教会ミズーリ・シノッド (Lutheran Church - Missouri Synod)
  - 日本福音ルーテル教会
  - 日本ルーテル教団
  - レスターディウス派
- 改革派教会 (Reformed churches)
  - ツヴィングリ派
  - カルヴァン派
    - 長老派教会
    - 会衆派教会
      - オランダ改革派教会
- 根本的宗教改革（宗教改革急進派）
  - アナバプテスト
    - アーミッシュ（アマン派）
    - ブレザレン教会
    - フッター派（フッタライト）
    - メノナイト
      - アフリカ独立教会 (African Independent Churches, AICs)

  - バプテスト
    - ジェネラル・バプテスト (General Baptists)
    - パティキュラー・バプテスト (Particular Baptists)
      - セブンスデー・バプテスト (Seventh-day Baptists)
      - 米国バプテスト同盟（旧称 北部バプテスト同盟）
        - 日本バプテスト同盟
        - 日本基督教団新生会

      - 南部バプテスト連盟
        - 日本バプテスト連盟
- アングリカン・コミュニオン（聖公会系）
  - イングランド国教会（英国国教会）
    - カナダ聖公会

  - ウェールズ聖公会
  - アイルランド聖公会
  - スコットランド聖公会
    - 米国聖公会

  - 日本聖公会
  - メソジスト
    - 救世軍
    - ウェスレー派
      - 日本美普教会 (Methodist Protestant)

        - ユナイテッド・メソジスト (United Methodist)
        - メソジスト監督教会
          - (A.M.E. Church)
          - (A.U.M.P. Church)
          - (U.A.M.E. Church)

        - ホーリネス教会
          - イムマヌエル綜合伝道団
          - ペンテコステ派
            - アッセンブリーズ・オブ・ゴッド
              - 純福音派（韓国）
- 単立教会系及び合同教会系
  - 日本福音キリスト教会連合
  - 日本キリスト合同教会
- その他の教派
  - セブンスデー・アドベンチスト
  - クエーカー（キリスト友会）
  - クリスチャン・アンド・ミッショナリー・アライアンス
    - 日本アライアンス教団

  - カベナント教会
  - 無教会主義
  - ユニテリアン、ユニテリアン・ユニヴァーサリズム
  - 普及福音教会
  - 新教会（新エルサレム教会、スヴェーデンボリ派）
  - エヴァンジェリカル・オーソドックス教会
  - メトロポリタン・コミュニティー・チャーチ
  - キリスト教福音宣教会

## 信者数

### イングルハート-ウェルゼル文化地図
イングルハート・ウェルゼル文化地図でプロテスタントヨーロッパに分類される北欧諸国（スウェーデン、デンマーク、フィンランド、ノルウェー、アイスランド）、オランダ、ドイツ、スイスは、歴史、文化、社会の面で多くの共通点を持っている。個人の自由、個人主義、民主主義、世俗的で合理的な社会秩序を重視することが特徴で、伝統、宗教、国家への忠誠心よりも明らかに上位に位置する近似的な民族集団と位置づけられているのである。エストニアもプロテスタントヨーロッパに分類されるが、イングルハート・ウェルゼル文化地図では、むしろカトリックヨーロッパの範疇に位置づけられる。

### 信徒分布
キリスト教徒が人口の過半数を占める国で、プロテスタントが他のキリスト教諸宗派より多い国は、ドイツ、スウェーデン、フィンランド、ノルウェー、デンマーク、アイスランド、エストニア、イギリス、ケニア、ガーナ、ナイジェリア、リベリア、シエラレオネ、マラウイ、コンゴ共和国、ザンビア、ジンバブエ、ボツワナ、ナミビア、エスワティニ、南アフリカ共和国、オーストラリア、ニュージーランド、パプアニューギニア、フィジー、トンガ、ソロモン諸島、バヌアツ、アメリカ合衆国、ジャマイカなどとなっている。ただし、宗教改革発祥の地であるドイツはカトリックとほぼ拮抗した状況となっている。中国は人口に占めるキリスト教徒の割合は5%程度だが、絶対数で見れば多く、そのうちプロテスタントが8割以上を占める。キリスト教徒人口の割合が3割と、アジアの中では比較的高い韓国は、うち6割以上がプロテスタントとなっている。日本のキリスト教徒は、半数近くの約90万人がプロテスタントとされている。

## 教義

### 福音派とエキュメニカル派の相違
プロテスタントは福音派とエキュメニカル派に二分しているとされている。
福音派の聖書観は、十全霊感である。
エキュメニカル派のプロテスタントの聖書観は二つに大別される。
- 新正統主義は部分霊感である。
- リベラル派は否定霊感である。

### 異端はいないとする教派
自由主義神学に立つ教派・グループなど、リベラル派においては、何かを異端とみなすこと自身が不寛容であり、キリスト教に異端はいないとする思想もある。

### プロテスタント諸派の異端規定
「異端」を定義する基準は、多くの教派で共有できる、ニカイア信条、ニカイア・コンスタンティノポリス信条、カルケドン信条、使徒信条など基本信条からの逸脱である。

### 他教派との相違
「プロテスタント」は諸教派の総体であって、プロテスタント全体の代表者や指導者のような存在（カトリック教会における教皇や正教会における総主教）や、プロテスタント全体を統括するような教団連合組織はない。また、各教派の成立自体も初代統一プロテスタントからの分離・離脱から生じ、複数に別れたといったものではなく、最初期のプロテスタントであるアナバプテスト、ルター派、カルヴァン派、ツヴィングリ派などは互いの影響は受けつつも、それぞれ全く別個に成立したもので、最初から統一されたプロテスタントは存在しなかった。それ故、前出の聖公会などをはじめ、「プロテスタントなのか、そうでないのか」が曖昧で線引きの難しい教派・教団が生まれる結果にもなっている。それぞれの成立については本項の系統の節を参照。
対して、カトリック教会はそれに属するすべての教会が中央であるローマ教皇庁（バチカン）に結び付いている。正教会は基本的には国や地域ごとに教団は複数に分かれているものの、同じ教義・奉神礼を共有し、相互にフル・コミュニオン関係を維持する連合体として存在しており、イスタンブールのコンスタンディヌーポリ総主教庁を全地総主教庁と呼ぶなど、名誉的にではあるが全正教会の筆頭・総本山的扱いとしている。そういった意味では、カトリックや正教会と同じような意味・用法での「プロテスタント」という名の教派は存在しないのである。
「プロテスタント」の語は66巻の聖書を共有するキリスト教について使われており、同じ正典を用いる人々の分派を教派（ディノミネーション）とし、違う正典を用いる分派は宗派（セクト）として区別されることがある。
プロテスタントは同じ教派でも宗教法人としての教団は更に分かれていることも多い。例えば、同じルーテル教会としての教派と自己規定していても、「○○ルーテル教団」「△△ルーテル〜教会」「○○ルター派××教団」といった法人が分かれているケースもあり、さらに法人が別なだけでなく交流すらないケースもある。これは移民や宣教によって成立母体が異なる場合や、教義の解釈によって分裂が起こることに起因する。逆のパターンとしては日本基督教団などのように、異なる教派同士が一つの超教派教団 に所属している場合もある。
また、ルーテル教会には修道院制度が僅かながら存在するが、他のプロテスタント諸派には修道院制度が存在しないなど、プロテスタント諸派の間には小さくない差異がある。

## 活動

### エキュメニカル運動
20世紀にエキュメニカル運動というプロテスタントを中心とするキリスト教の教会一致運動が起こった、。

### 国教会と自由教会
Cuius regio, eius religio（領主の信仰が、汝の信仰）の原理は、欧州の外では通用せず、アジア地域などにおいて敬虔主義が伝道の原動力になった。国教会から独立した教会は自由教会（フリーチャーチ）と呼ばれている。

### 合同教会
複数のプロテスタント教派が共同で合同教会を作る動きが特に20世紀になって盛んになっている。 カナダ合同教会、 北インド教会（Church of North India）、南インド教会（Church of South India）、中国基督教協会などである。

### 系統
プロテスタントは主にカトリック教会から分離した教派、さらにそこから分離した教派を指す。正教会をはじめとした東方教会から分離した教派を指すことはない（古儀式派などはプロテスタントとは呼ばれない）。
聖公会（英国国教会）は、カトリック教会から分かれてプロテスタントの教義から影響を受ける一方で、カトリック教会の信条・聖職制度・典礼等を引き継いでいるという経緯がある。そのため、聖公会をプロテスタントに分類する見解もあり、聖公会も自身を「宗教改革の結果生まれた教会としては、プロテスタントに属している」と規定している。一方で、カトリックの伝統も受け継いでいることから「中道の教会」「橋渡しの教会」とも位置づけている。英国王室では、王位継承者でプロテスタント信仰を持っている者、正教の信仰を持っている者は王位継承後、スコットランド国教会にも帰属しなければならないとしており、この場合聖公会はプロテスタントに含まれると考えられる。
カトリックから分離した教派であっても、上述のようにプロテスタントと自認している聖公会をそのように呼ぶか否かは、各教団・信徒個人で意見が分かれる。また同じくカトリックから分離した教派である復古カトリック教会は、プロテスタントを自認する聖公会とはフル・コミュニオンの関係にありながら、カトリックを自称しておりプロテスタントには含まれないとされる。このように、プロテスタントなのかそれ以外なのか線引きの難しい教派や教団も見られる。
非常に稀な例ではあるが、プロテスタントの流れでありながら正教会の奉神礼を採用しているエヴァンジェリカル・オーソドックス教会という教派も存在する。これは元々福音派系プロテスタントであった教派が結果的に正教会の奉神礼を採用したのであり、源流は正教会ではなくカトリック分離組の流れ（福音派経由）のプロテスタントである。なお、この教派の多くの教会は最終的にどこかしらの地域の正教会に合流しており、独自のプロテスタント教派としては現在では数を減らしている。

#### 系統概略図

キリスト教諸教派全体からみた系統概略。更に細かい分類方法と経緯がある。

聖公会、プロテスタント、アナバプテストについて上図より詳しい系統図であるが、これもあくまで大まかな流れであり、さらに細かい分類方法・経緯がある。

## 社会学における見解

### プロテスタンティズムと近代社会
社会学などで研究、議論の対象となるヨーロッパの近代化は、特にその初期において、プロテスタント革命によって強力な後押しを得たものだとする見解がある。
その最も有名な説はマックス・ヴェーバーによる『プロテスタンティズムの倫理と資本主義の精神』に展開されたもので、清教徒など禁欲主義的なピューリタニズムが支配的な国家において、労働者が合理的に効率性、生産性向上を追求する傾向を持っていたことが指摘されている。ヴェーバーによれば、プロテスタントの教義上、すなわち自らに与えられた職業を天職と捉えるルターの思想と、それに加えてカルヴァンによる予定の教理（二重予定説）によって、貧困は神による永遠の滅びの予兆である反面、現世における成功は神の加護の証であるとされたことから、プロテスタント信者、特に禁欲的ピューリタニストは、自分が滅びに定められたかも知れないという怖れから逃れるために、自らの仕事に一心不乱に（ヴェーバーはここで「痙攣しながら」というドイツ語を用いている）打ち込むことで、自分が神に救われる者のひとりである証を確認しようとしたという心理があるという。なお、社会心理学者のエーリヒ・フロムも、『自由からの逃走』の第3章「宗教改革時代の自由」において、ウェーバーの説を援用しながら、そのような心理が権威主義的なものであることを分析し、ファシズムと同様の権威主義的な要素が古プロテスタンティズムに既に内包されていたとする見解を示している。
また、ダニエル・ベルは『資本主義の文化矛盾』で、このような合理主義の精神が、芸術におけるモダニズムの運動と共に、近代社会のあり方を規定した主要因であったとする。また、1960年代以降、消費社会と結びついたモダニズムの影響力が拡大し、プロテスタンティズムに由来する近代の合理主義を脅かしているとも診断する。経済平和研究所のデータを使って算出した積極的平和指数では、バルト三国のエストニアを除き、イングルハート・ウェルツェル文化地図でプロテスタントヨーロッパに分類される国：北欧諸国（スウェーデン、デンマーク、フィンランド、ノルウェー、アイスランド）、スイス、オランダ、ドイツ、そして限りなくプロテスタントヨーロッパに近いオーストラリア、ニュージーランドは日本とともに上位13カ国に入っていることが分かる。
一方ヴェーバーの論には、人々が禁欲したなら、商品は必需品を除いて購入せず、結果的に経済は成長しないという問題点がある。ヴェーバーの論敵のヴェルナー・ゾンバルトは欲望の解放こそ、経済成長の原動力とした。
プロテスタントと近代の関わりについてはもうひとつ、異なる側面を扱った説があり、やはり広く知られている。教会に赴いて他の教徒と一緒に説教を聞いたり、賛美歌を歌うことによって信仰を実践していたカトリックに対して、プロテスタントは当初、個々人が聖書を読むことを重視した。集団で行う儀式に比べて読書は個人中心の行動であるため、一部の論者はこれを近代社会に特有な個人主義と結び付けて考える。

## プロテスタントが影響したとされる出来事
- 1525年ドイツ農民戦争では、ルターの勧告に従った諸侯たちが農民を鎮圧し、10万人の農民が殺された。この詳細についてはドイツ農民戦争を参照。
- 1562年ユグノー戦争は、フランスのカトリックとプロテスタントが40年近くにわたり戦った内戦である。この詳細についてはユグノー戦争を参照。
- ヨーロッパ諸国によるアメリカ大陸への入植。この詳細についてはイギリスによるアメリカ大陸の植民地化、および、フランスによるアメリカ大陸の植民地化を参照。
- 八十年戦争におけるプロテスタントの反乱。この詳細については八十年戦争を参照。
- ドイツ三十年戦争。ボヘミア（ベーメン）におけるプロテスタントの反乱をきっかけに勃発した。この詳細については三十年戦争を参照。
- インディアン戦争。アメリカ合衆国における白人入植者によるインディアンの征服戦争の総称。この詳細についてはインディアン戦争を参照。
- フィリップ王戦争。1675年6月から翌年8月まで、ニューイングランドで白人入植者とインディアン諸部族との間で起きた戦争[注釈 9]。この詳細についてはフィリップ王戦争を参照。
- 太平天国の乱。1851年から1864年まで。科挙に3度失敗した洪秀全が清朝打倒を掲げて戦った反乱。この詳細については太平天国の乱を参照。